# Dave Shade
Dave Shade (* 3. März 1902 in Vallejo, Kalifornien, als Charles David Shade; † 23. Juni 1983 ebenda) war ein US-amerikanischer Boxer im Weltergewicht. Er wurde von Leo Flynn gemanagt, der unter anderem auch Jack Dempsey managte.
Im Jahre 2011 wurde Shade in die International Boxing Hall of Fame aufgenommen.